# Cyttaria darwinii
Cyttaria darwinii es un hongo de la familia Cyttariaceae, parásito de la especie Nothofagus.
Fue recogido por Charles Darwin en Tierra del Fuego durante el viaje del HMS Beagle en 1832, y nombrado en su honor cuando la especie fue descrita científicamente por el micólogo británico Rev. Miles J. Berkeley en 1842.

## Descripción
Es comestible, el sabor es suave y dulce. Tiene forma esférica, de 2 a 5 cm de ancho y crece en grupos. El micelio produce en la madera una reacción que forma nudos en los árboles, los cuales suelen ser utilizados en artesanías. Esta especie suele confundirse con el Cyttaria harioti; sin embargo pueden distinguirse fácilmente por su color: C. darwinii es amarillo pálido mientras que C. hariotii tiene un tono amarillo-naranja. Se distribuye solo en América del Sur, principalmente en Argentina y Chile, hasta una altitud de 1700 m s. n. m..